# 익스트림무비
익스트림무비(영어: ExtremeMovie)는 대한민국의 영화 커뮤니티 사이트이다. 대한민국에서 가장 유명했던 영화 웹사이트 중 하나이다.

## 역사
영화 평론가이자 편집장인 김종철이 1998년 호러존이라는 이름의 웹사이트를 개설한 것이 시작이다. 이후 호러 익스프레스라는 이름으로 바꾸었고, 나중에 현재의 이름으로 바꾸어 블로그를 기반으로 한 웹진으로 발전하였다. 현재의 커뮤니티로 바뀐 것은 2007년이다.